# Dayville
Dayville és una població dels Estats Units a l'estat d'Oregon. Segons el cens del 2000 tenia 138 habitants.

## Demografia
Segons el cens del 2000, Dayville tenia 138 habitants, 59 habitatges, i 36 famílies. La densitat de població era de 104,5 habitants per km².
Dels 59 habitatges en un 27,1% hi vivien nens de menys de 18 anys, en un 49,2% hi vivien parelles casades, en un 11,9% dones solteres, i en un 37,3% no eren unitats familiars. En el 32,2% dels habitatges hi vivien persones soles el 10,2% de les quals corresponia a persones de 65 anys o més que vivien soles. El nombre mitjà de persones vivint en cada habitatge era de 2,34 i el nombre mitjà de persones que vivien en cada família era de 3,05.
Per edats la població es repartia de la següent manera: un 24,6% tenia menys de 18 anys, un 5,8% entre 18 i 24, un 24,6% entre 25 i 44, un 23,9% de 45 a 60 i un 21% 65 anys o més.
L'edat mediana era de 42 anys. Per cada 100 dones de 18 o més anys hi havia 96,2 homes.
La renda mediana per habitatge era de 30.893$ i la renda mediana per família de 33.438$. Els homes tenien una renda mediana de 27.083$ mentre que les dones 25.417$. La renda per capita de la població era de 18.319$. Aproximadament el 12,2% de les famílies i el 16,1% de la població estaven per davall del llindar de pobresa.

## Poblacions més properes
El següent diagrama mostra les poblacions més properes.